# Лі Чі Йон (хокеїстка на траві)
Лі Чі Йон (26 листопада 1971) — південнокорейська хокеїстка на траві.
Срібна призерка Олімпійських Ігор 1996 року.
Переможниця Азійських ігор 1994 року.